# Ministerio de Asuntos Sociales y Salud (Finlandia)
El Ministerio de Asuntos Sociales y Salud (en finés: sosiaali- ja terveysministeriö (STM); en sueco: social- och hälsovårdsministeriet) es un ministerio del gobierno finlandés encargado de la planificación e implementación de políticas relacionadas con los asuntos sociales y la salud de los habitantes de Finlandia. El ministerio incluye dos ministros: el Ministro de Asuntos Sociales y Salud y el Ministro de Asuntos Familiares y Servicios Sociales. 
El ministerio tiene cinco departamentos: el Departamento de Administración y Planificación, el Departamento de Promoción del Bienestar y la Salud, el Departamento de Servicios Sociales y de Salud, el Departamento de Seguridad Laboral y el Departamento de Salud y Seguros.
El predecesor del ministerio se fundó antes de la declaración de independencia de Finlandia. Al principio, se centró en contrarrestar la miseria, promover la sobriedad y cuidar a los pobres, los vagabundos, los niños y los alcohólicos. La asistencia sanitaria se introdujo en sus tareas en 1968.
Desde 2011 se está trabajando en una importante reforma del sistema de servicios sociales y de salud (sosiaalija terveyspalveluiden uudistus, o sote-uudistus). Se prevé que la reforma sea el mayor cambio en los sistemas sociales y sanitarios de Finlandia en la historia del país. La reforma se ha relacionado con la renovación de la estructura de la administración regional (maakuntauudistus)